# Alberto Radi
Alberto Giovanni Vittorio Radi (Murano, 10 de diciembre de 1919-Venecia, 13 de julio de 1989) fue un deportista italiano que compitió en remo como timonel. Participó en los Juegos Olímpicos de Londres 1948, obteniendo una medalla de plata en la prueba de dos con timonel.

## Palmarés internacional
| Juegos Olímpicos | Juegos Olímpicos      | Juegos Olímpicos | Juegos Olímpicos |
| Año              | Lugar                 | Medalla          | Prueba           |
| ---------------- | --------------------- | ---------------- | ---------------- |
| 1948             | Londres (Reino Unido) | Medalla de plata | Dos con timonel  |